# Villers-Saint-Martin
Villers-Saint-Martin – miejscowość i gmina we Francji, w regionie Burgundia-Franche-Comté, w departamencie Doubs.
Według danych na rok 1990 gminę zamieszkiwało 198 osób, a gęstość zaludnienia wynosiła 22 osoby/km² (wśród 1786 gmin Franche-Comté Villers-Saint-Martin plasuje się na 547. miejscu pod względem liczby ludności, natomiast pod względem powierzchni na miejscu 496.).